# The War Lord (película de 1965)
The War Lord (en España, El señor de la guerra; en México,  El señor feudal) es una película estadounidense de 1965 basada en la obra de teatro Los amantes (The Lovers), escrita por Leslie Stevens
La película El señor de la guerra fue dirigida por Franklin J. Schaffner, y contó con los actores Charlton Heston, Richard Boone, Rosemary Forsyth, Maurice Evans y Guy Stockwell en los papeles principales.
Dice Charlton Heston en sus memorias que, durante el rodaje, un alumno de la escuela de cine estuvo haciendo todo tipo de preguntas al director y al resto del equipo. Ese alumno era Steven Spielberg.

## Argumento
A mediados del siglo XI, un poblado con habitantes de origen nórdico en la costa de Normandía sufre los ataques de los frisones, pueblo de origen germano. La comarca es parte del señorío del duque de Gante, el cual decide ponerla bajo la custodia del caballero normando Chrysagon de la Cruz (Charlton Heston), dado que el anterior gobernador ha sido muerto durante uno de los saqueos de los frisones.
Chrysagon llega al lugar acompañado de su conflictivo hermano menor, Draco (Guy Stockwell), su fiel escudero Bors (Richard Boone) y una partida de la milicia ducal.
El poblado está dirigido por Odins (Niall MacGinnis), druida y jefe tribal. También vive allí un sacerdote (Maurice Evans) en misión evangelizadora. Chrysagon, nada más llegar, ha de desbaratar una incursión de los frisones y, durante la lucha, cae en poder de su halconero -un enano sin escrúpulos- el hijo del jefe frisón. A partir de ese momento, aquellas tierras serán objetivo preferente de los incursores frisones, cuyo jefe quiere por todos los medios recuperar a su hijo.  
En un paseo por los campos, Chrysagon conoce a Bronwyn (Rosemary Forsyth), una hermosa campesina, por la que se siente inmediatamente atraído. El líder Odins le pide permiso para desposar a su hija adoptiva con su hijo Marc (James Farentino). Chrysagon, a pesar de reconocer a la muchacha, le autoriza.
Más tarde, trastornado, decide hacer caso a su hermano exigiendo el derecho de pernada, antigua tradición entre aquellas gentes, por el que un señor feudal podía poseer a las mujeres prometidas, en su noche de bodas. Con la oposición del sacerdote, que le recrimina lo que considera una abominación. Odins le recuerda que debe devolver la mujer al alba; pero Chrysagon, enamorado de Bronwyn -y ella de él-, no la devuelve y estalla una revuelta campesina.
Odins aconseja a su hijo que busque la alianza con los frisones para vengarse de Chrysagon. De este modo los campesinos se alían con el rey de los frisones y se inicia un épico asalto a la torre que guarda la comarca aunque, como los acontecimientos irán mostrando, el jefe de los incursores provenientes de Frisia solo desea recuperar a su hijo.

## Reparto
- Charlton Heston: Chrysagon de la Cruz
- Richard Boone: Bors
- Rosemary Forsyth: Bronwyn
- Maurice Evans: Sacerdote
- Guy Stockwell: Draco
- Niall MacGinnis: Odins
- Henry Wilcoxon: Príncipe real
- James Farentino: Marc

## Comentarios
La batalla y el asalto a la torre, pobremente defendida, están muy bien realizados, sin catapultas, que son máquinas pesadas y difíciles de construir, y sin grandes castillos, sino de manera realista: mediante una atalaya en la orilla del mar. 
Schaffner consigue trasladar a la pantalla la atmósfera mágica, supersticiosa, agreste y primaria del Medioevo, lo que resalta con un encanto especial la historia de amor entre los dos protagonistas, así como las brutales luchas entre frisios y normandos.
No hay documentación que atestigüe el llamado "derecho de pernada" de que se hace mención en esta película, pero sí se actuaba como si hubiera sido instaurado.